# Tmesisternus cinnamomeus
Tmesisternus cinnamomeus är en skalbaggsart som beskrevs av Gilmour 1950. Tmesisternus cinnamomeus ingår i släktet Tmesisternus och familjen långhorningar. Inga underarter finns listade i Catalogue of Life.